# Siata Minivan
La Siata Minivan est un véhicule utilitaire fabriqué par la filiale espagnole du constructeur italien Siata de 1967 à 1972, puis par Motor Ibérica de 1973 à 1980.

## Histoire
Après avoir lancé la Seat 600 Formichetta en 1961, dont les ventes étaient satisfaisantes, environ 2 000 exemplaires par an, mais l'évolution rapide de l'économie espagnole engendrait un besoin croissant de véhicules utilitaires de petite taille et performants. L'apparition des Renault F4 et Citroën 2CV AKS avec des capacités de charge plus importantes que la Formichetta incita la direction de Siata España, en accord avec celle de SEAT, alors filiale de Fiat à étudier un nouveau modèle.

### Siata 2850 (1967)
La première idée fut de s'inspirer de la version utilitaire de la Fiat 600 Multipla, la Fiat 600 M Coriasco. Le premier prototype présenté ressemblant trop à la DKV F1000L allemande, la direction de Fiat refusa et Siata repris son étude et lança en 1967 la Siata Minivan 2850 ; 2850 signifiait le volume utile de la fourgonnette. Elle était disponible en 3 versions : 
- fourgonnette tôlée avec uniquement des vitres aux portières,
- combi, avec deux vitres de chaque côté,
- mutipla, avec 3 vitres de chaque côté et un aménagement intérieur type minibus.

La mécanique était celle de la Fiat-Seat 600, moteur 4 cylindres de 767 cm3 refroidi par eau, développant une puissance de 28 ch.
Le véhicule reçut un accueil très favorable car utilisait une mécanique très fiable et bien connue et avait un style moderne. L'investissement important réalisé par SIATA pour créer un atelier spécifique avec un outillage moderne destiné à produire de manière industrielle en série allait pouvoir être rentabilisé.

### Siata 3000 (1969)
Au printemps 1969, le Ministère de l'Industrie espagnol publie une loi qui impose que pour être homologués dans la catégorie des véhicules commerciaux,  donc exemptés de la taxe de luxe, les véhicules doivent avoir une hauteur minimale de 1,80 mètre. Pour ne pas être pénalisé par cette nouvelle loi, Siata a dû rehausser le toit du Minivan de 15 cm. C'est le nouveau Minivan 3000 dont le volume utile était passé à 3,0 m3. Siata en a profité pour remplacer le moteur de la Fiat-Seat 600 par celui de la nouvelle Fiat-Seat 850 de 843 cm3 développant une puissance de 34 ch.
En 1970, le fondateur de la maison mère italienne est très âgé et se trouve en proie à de sérieuses difficultés financières car il faudrait beaucoup investir pour répondre à la demande de nouveaux modèles. Il décide vendre son outillage et d'arrêter la production en Italie. En Espagne, le groupe Motor Ibérica cherche à se développer et lui fait des offres de rachat qu'il acceptera en fin d'année 1972. 
La production de la SIATA Minivan était de 20 exemplaires par jour en 1970. Au total, sous la marque SIATA, 7.713 exemplaires ont été fabriqués dans l'usine de Tarragone.
Ces camionnettes ont été un grand succès pour Siata. Le modèle a tout de suite été adopté par les petits commerçants, les familles nombreuses et les organismes officiels comme le Ministère des Travaux Publics, la Poste, la compagnie aérienne Iberia, etc. Certains carrossiers l'ont aménagée en ambulance et même en corbillard.

### EBRO SIATA 40
En 1972, la société Siata España est vendue au groupe Motor Ibérica qui l'intègrera avec la marque Ebro, célèbre pour les tracteurs agricoles et les camions. Elle poursuit la fabrication du modèle en le renommant Ebro SIATA 40 avec des changements très mineurs comme le logo. À l'intérieur, tout l'équipement reste celui de l'ancienne Fiat-Seat 600 du modèle d'origine.

### EBRO SIATA 50
En 1973, après l'arrêt de la production de Fiat-Seat 600, Seat ne pouvant plus livrer les plateformes de base 600, propose celle de la 850, dont les jours sont comptés car la nouvelle Fiat-Seat 127 vient d'être lancée mais la demande étant trop forte, Seat ne peut livrer cette nouvelle plateforme. Les dimensions de la plateforme de la 850 étant assez proches de celles de la 600, et équipées du moteur de 843 cm3, Ebro adapta la nouvelle base ce qui aura comme conséquence d'offrir à la clientèle un nouveau modèle plus puissant avec de meilleures prestations. Certains détails comme les plis de la carrosserie sur les flancs, le toit, la trappe à essence ont été modifiés. À l'intérieur, plusieurs composants ont été remplacés par ceux de la 850, comme le tableau de bord et le volant. L'aménagement intérieur dans son ensemble est plus chaleureux et donne l'impression de se trouver dans une voiture.

### EBRO SIATA 50S
En 1975, Seat lance son modèle Seat 133 dont il est l'auteur, indépendamment de Fiat, mais qui a beaucoup de mal à se vendre car en concurrence avec la nouvelle Fiat-Seat 127. Seat décide de livrer à Ebro cette plateforme 133 qui reprend l'essentiel de la 850. Ebro renomme le Minivan Ebro SIATA 50S. 

### AVIA SIATA 50
En 1977, Motor Ibérica rachète le constructeur espagnol Avia et la fourgonnette SIATA change à nouveau de marque pour s'appeler Avia Siata 50. La seule et unique différence avec l'Ebro SIATA 50 sera la face avant qui se verra complétée par une grille en plastique noir. Par contre, les deux modèles Ebro et Avia ont été commercialisés jusqu'en 1980.

### AVIA SIATA 500
Au début de l'année 1980, la fourgonnette subit une dernière évolution et sera appelée Avia Siata 500. L'évolution concerne l'aménagement intérieur qui reprend celui de la Fiat-Seat 127 car la fabrication de la Seat 133 a été prématurément arrêtée.
Le modèle n'a pas plu, peut-être parce que le constructeur lui avait ajouté trop d'éléments en plastique disgracieux. Seule l'armée espagnole a acquis un certain nombre d'exemplaires, pour que la fabrication se poursuive jusqu'en fin d'année 1980, qui ont été utilisés par la police militaire.
Enfin, en 1981, le constructeur japonais Nissan étant devenu majoritaire chez Motor Ibérica arrête la production du Minivan et le remplace par son modèle Nissan Vanette, dont la production sera retardée jusqu'en 1985.
Entre toutes les versions, et tous les noms sous lesquels il a été commercialisé, environ 22 700 unités du véhicule ont été fabriqués.

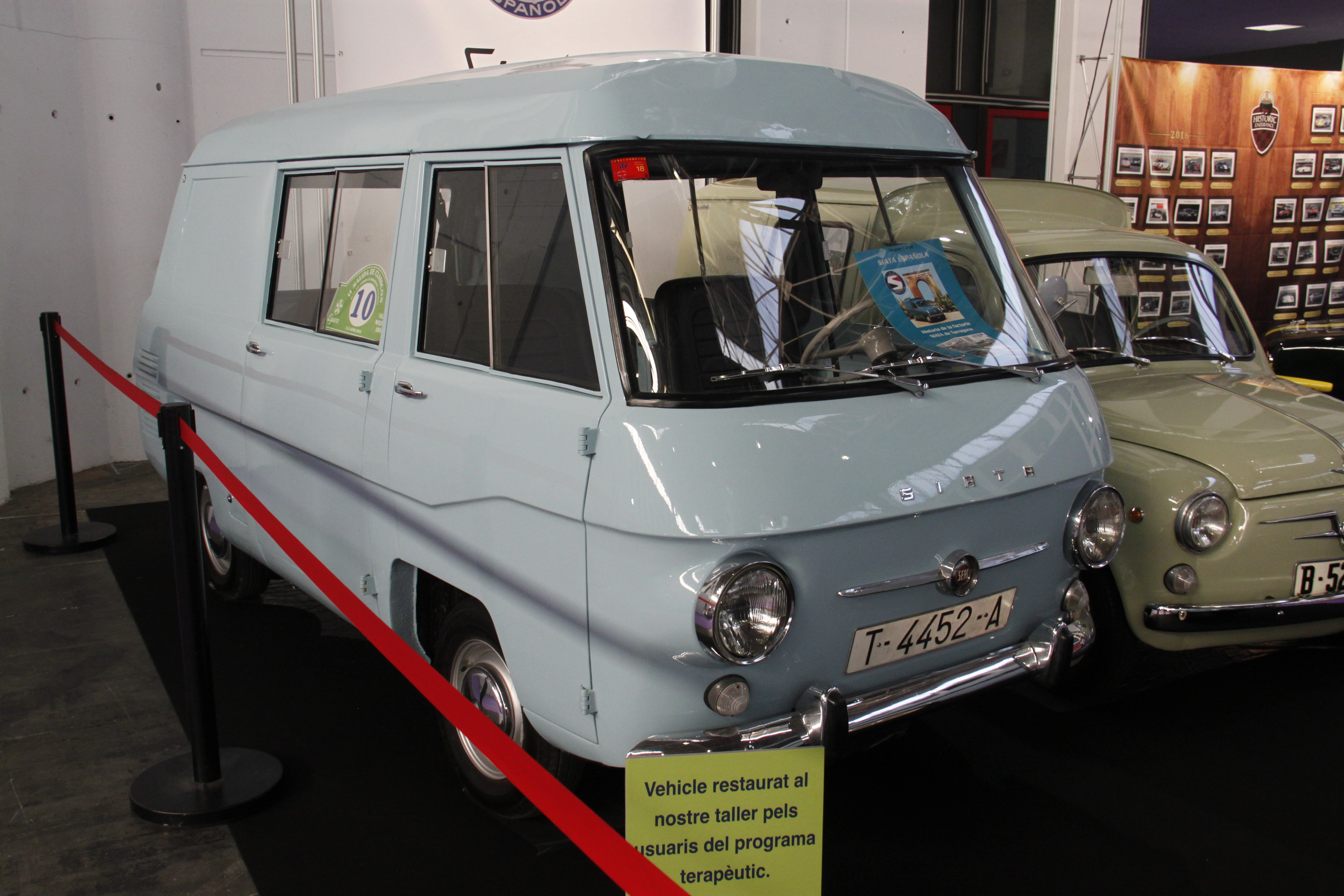
Siata Minivan 3000
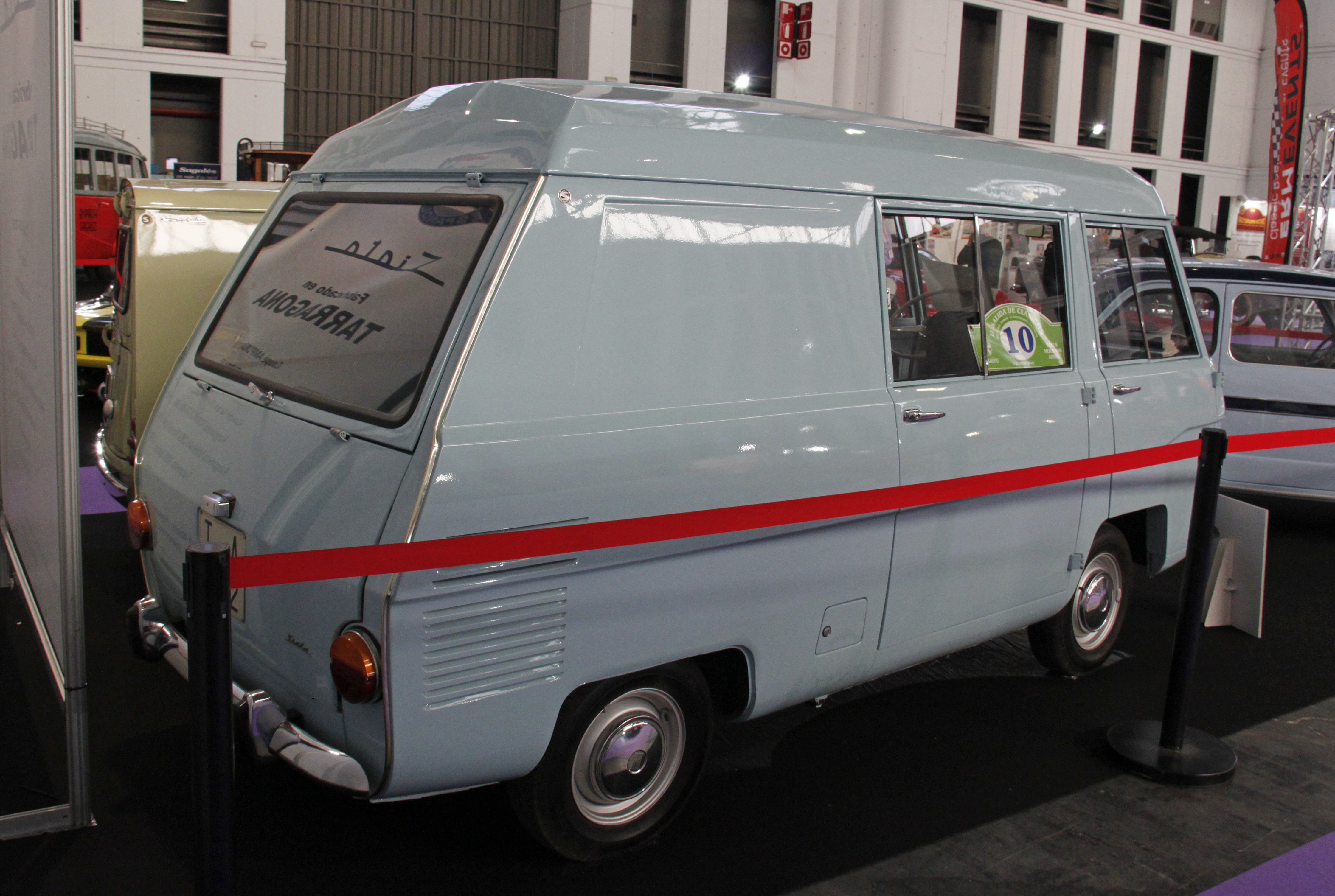
Siata Minivan 3000
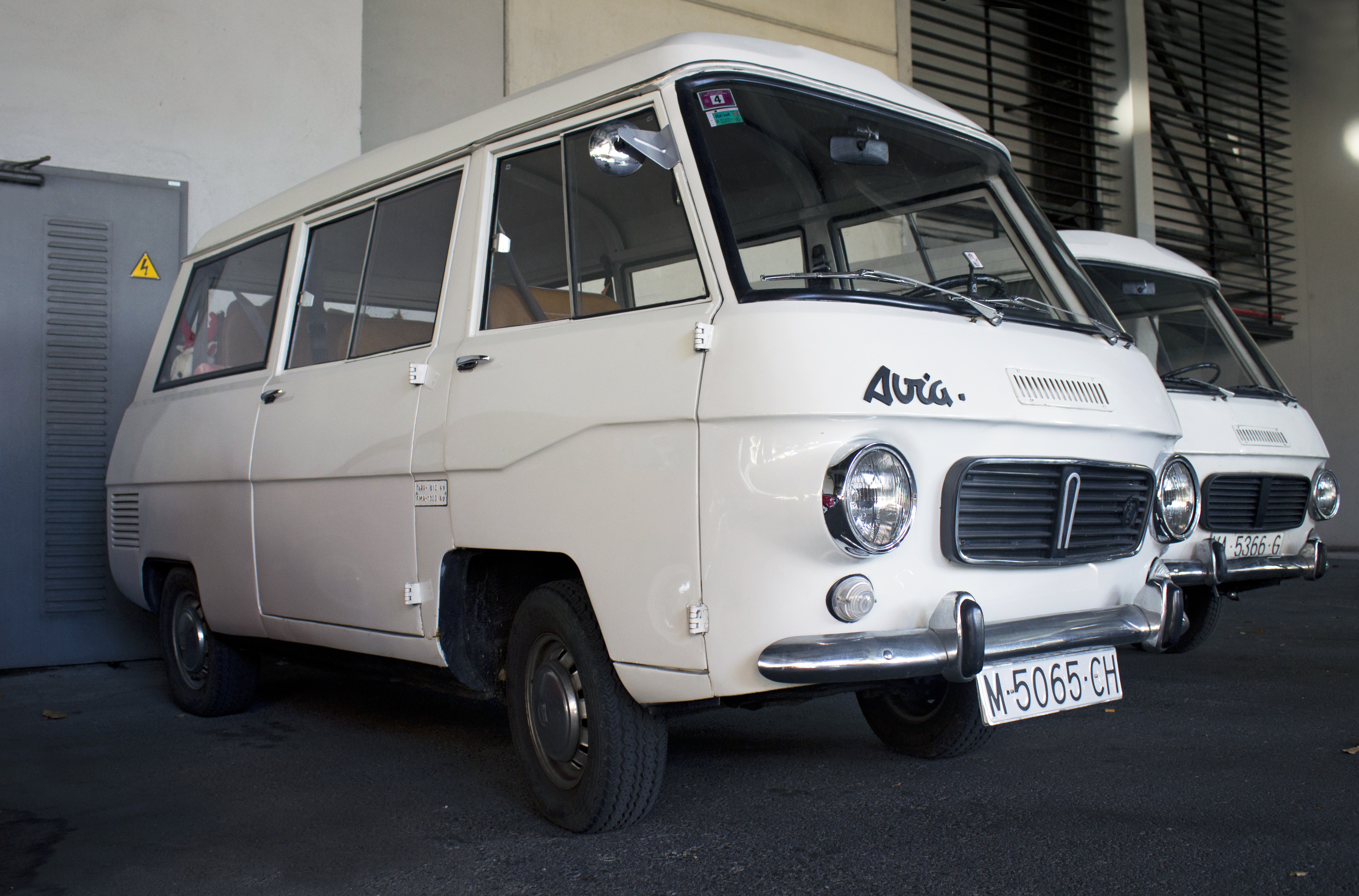
Avia 50/Ebro 50S
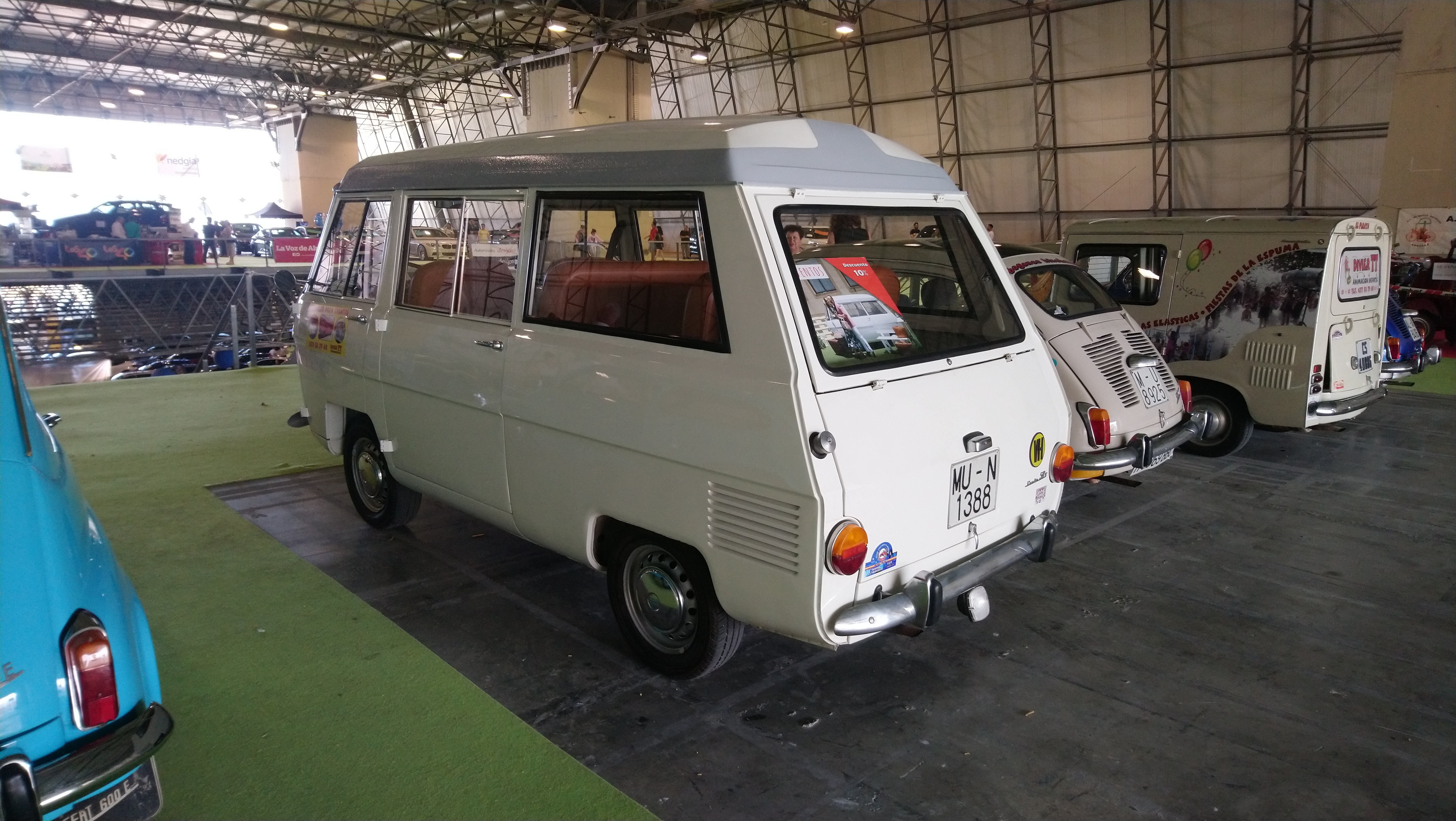
Siata 50S